# جامعة أوريغن الغربية
جامعة أوريغن الغربية (بالإنجليزية: Western Oregon University، واختصارًا: WOU) هي جامعة حكومية تقع في مدينة مونموث بولاية أوريغن الأمريكية. تأسست بالأصل تحت اسم جامعة مونموث على يد أتباع طائفة تلاميذ المسيح في عام 1856. ومن الأسماء الأخرى التي استعملت للإشارة إلى الجامعة كلية أوريغن للتعليم وكلية غرب أوريغن الحكومية. تضم جامعة أوريغن الغربية كلية للتربية وكلية للآداب والعلوم. يبلغ عدد الطلاب الملتحقين بالجامعة نحو ستة آلاف طالب تقريبًا.

## وصلات خارجية
- (بالإنجليزية)